# Orectis proboscidata
Orectis proboscidata is een vlinder uit de familie van de spinneruilen (Erebidae). De wetenschappelijke naam van de soort is voor het eerst geldig gepubliceerd in 1851 door Herrich-Schäffer.
Deze nachtvlinder komt voor in Europa.